# Corybas betsyae
Corybas betsyae är en orkidéart som beskrevs av Pieter van Royen. Corybas betsyae ingår i släktet Corybas, och familjen orkidéer. Inga underarter finns listade i Catalogue of Life.